# Alfredo Fláquer
Alfredo Luiz Fláquer (Itu, 23 de maio de 1864 - São Bernardo do Campo,  10 de abril de 1948) foi um político e empresário brasileiro. Foi o terceiro intendente (prefeito) de São Bernardo, governando entre 1896 e 1899, e novamente entre 1902 e 1914. No somatório dos dois mandados, ficou mais de 15 anos a frente do executivo municipal. Era irmão do senador José Luiz Fláquer e de Luiz Pinto Fláquer Júnior, que também foi intendente de São Bernardo. Era descendente de catalães.

## Biografia
Nasceu a 23 de maio de 1864, em Itu, São Paulo. Era industrial e, com sua esposa, doou terreno para o Cemitério da Saudade, no atual município de Santo Andé. Foi um dos signatários do abaixo-assinado protocolado em 16 de agosto de 1889 na Secretaria de Governo da Província de São Paulo, no qual se solicitava a marcação de eleições de vereadores para a instalação da Câmara Municipal de São Bernardo. Foi vereador nos períodos de 1896-1898, 1902-1914 e 1923-1925. Renunciou, em 1914, ao mandato de intendente e vereador, devido a críticas quanto à aplicação de recursos públicos. Ainda assim, continuou a ter papel importante na vida política da cidade, mesmo depois da Revolução de 1930.
Faleceu em São Bernardo do Campo, no dia 10 de abril de 1948, pouco antes de completar 84 anos.